# Vườn quốc gia Minami Alps
Vườn quốc gia Minami Alps (南アルプス国立公園 Minami Arupusu Kokuritsu Koen ?) là một vườn quốc gia trong khu vực Chubu, Honshu, Nhật Bản.
Vườn quốc gia Minami Alps được thành lập vào ngày 1 tháng sáu 1964. Nó trải dài theo 55 km (34 dặm) biên giới của các tỉnh Shizuoka, Yamanashi và Nagano, khu vực rộng nhất đạt 18 km (11 dặm) với tổng diện tích 358 km vuông (138 sq mi). Vườn quốc gia bao gồm một loạt các đỉnh núi, tập trung vào các dãy núi Akaishi với một số đỉnh núi cao trên 3.000 mét bao gồm Núi Kaikoma, Senjō, Akaishi và Kita. Nó cũng bảo vệ khu vực thượng nguồn của các sông Fuji, Ōi và Tenryu.
Thực vật tại đây phong phú các loài tán rộng bao gồm sồi Nhật Bản, thông đá Nhật Bản và Vân sam. Các loài động vật lớn nhất tai đây được ghi nhận là kamoshika. Ngoài ra là các loài khác có mặt tại đây gồm gấu ngựa, lợn rừng, Hươu sao hay gà tuyết núi đá. Vườn quốc gia này có địa hình hiểm trở rất hiếm phương tiện công cộng, và cách tiếp cận duy nhất để tham quan toàn bộ khu vực là bằng cách leo núi.